# 프랑스의 크리스틴
프랑스의 크리스틴(이탈리아어: Cristina di Borbone 크리스티나 디 보르보네[*], 프랑스어: Christine Marie de France 크리스틴 마리 드 프랑스[*], 1606년 2월 10일 ~ 1663년 12월 27일는 사보이아 공작 비토리오 아메데오 1세의 아내다.

## 생애
프랑스 파리에 위치한 루브르궁에서 프랑스 국왕 앙리 4세와 왕비 마리 드 메디시스의 둘째 딸로 태어났다. 그녀의 형제들로는 루이 13세, 스페인 왕비 이사벨, 잉글랜드의 헨리에타 마리아 등이 있다. 언니 이사벨의 결혼 이후, 그녀는 언니의 칭호인 마담 루아얄(Madame Royale)을 물려받았다.
1619년 2월 10일 크리스틴 마리는 비토리오와 결혼했으며, 이탈리아식 이름은 크리스티나(Cristina)가 되었다. 1637년 남편 비토리오가 갑작스럽게 세상을 떠났고 이듬해에는 남편의 뒤를 이어 사보이아 공작이 된 아들 프란체스코 자친토도 요절했다. 사보이아 공작의 지위는 삼남 카를로 에마누엘레 2세가 물려받았으나 나이가 어렸기 때문에 그녀가 섭정이 되었다. 그러자 남편의 두 시동생들이 크리스틴 마리를 통해 프랑스가 사보이아 공국에 영향력을 행사할 것을 염려해 반기를 들었고 오랜 대립 끝에 1642년 양측은 화해했다. 시동생 중 한 명인 마우리치오 추기경은 교황의 승인을 얻어 크리스틴 마리의 큰딸 루이자 크리스티나와 결혼했다.
크리스틴 마리는 자신의 조카딸인 프랑수아즈를 며느리로 맞아들였고, 그로부터 얼마 지나지 않아 토리노에서 세상을 떠났다.

## 자녀
- 루이지 아마데오(1622~1628)
- 루이자 크리스티나(1629~1692) 숙부 마우리치오와 결혼
- 프란체스코 자친토(1632~1638) 사보이아 공작
- 카를로 에마누엘레 2세(1634~1675) 사보이아 공작
- 마르게리타 욜란다(1635~1663) 파르마 공작부인
- 엔리케타 아델라이데(1636~1676) 바이에른 선제후비
- 카타리나 베아트리체(1636~1637)

| 전임 프랑스의 이사벨 | 마담 루아이얄 1615년 11월 25일 ~ 1619년 2월 10일 | 후임 마리 테레즈 |

| 전임 스페인의 카테리나 미카엘라 | 사보이아 공작 부인 1630년 7월 26일 ~ 1637년 10월 7일 | 후임 프랑스의 프랑수아즈 마들렌느 |